# 議政府市

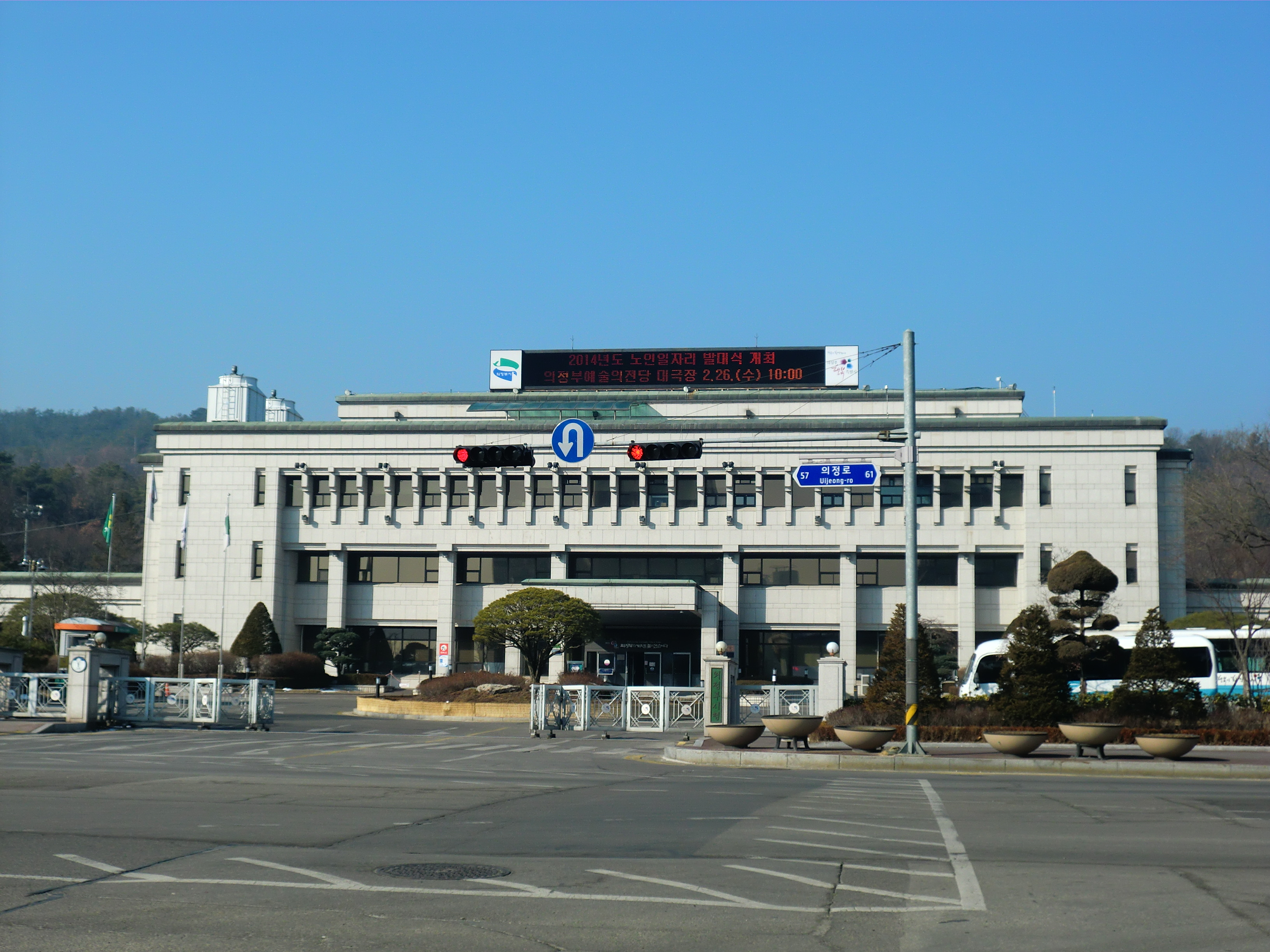
議政府市庁

議政府市（ウィジョンブし）は、大韓民国京畿道の市。ソウル特別市北郊に位置する。

## 概要
朝鮮民主主義人民共和国に近い位置にあるため、軍事施設を中心に都市が発達している。市内には京畿道庁北部庁舎（旧称：京畿道庁第2庁舎）が設けられ、水原市の本庁から遠い道北部地域の行政サービスを扱っている。名物のプデチゲは全国的に有名。
2002年には市内に駐留する米軍兵士による女子中学生轢死事件が起こっており、反米感情の震源地の一つとなった。

## 歴史

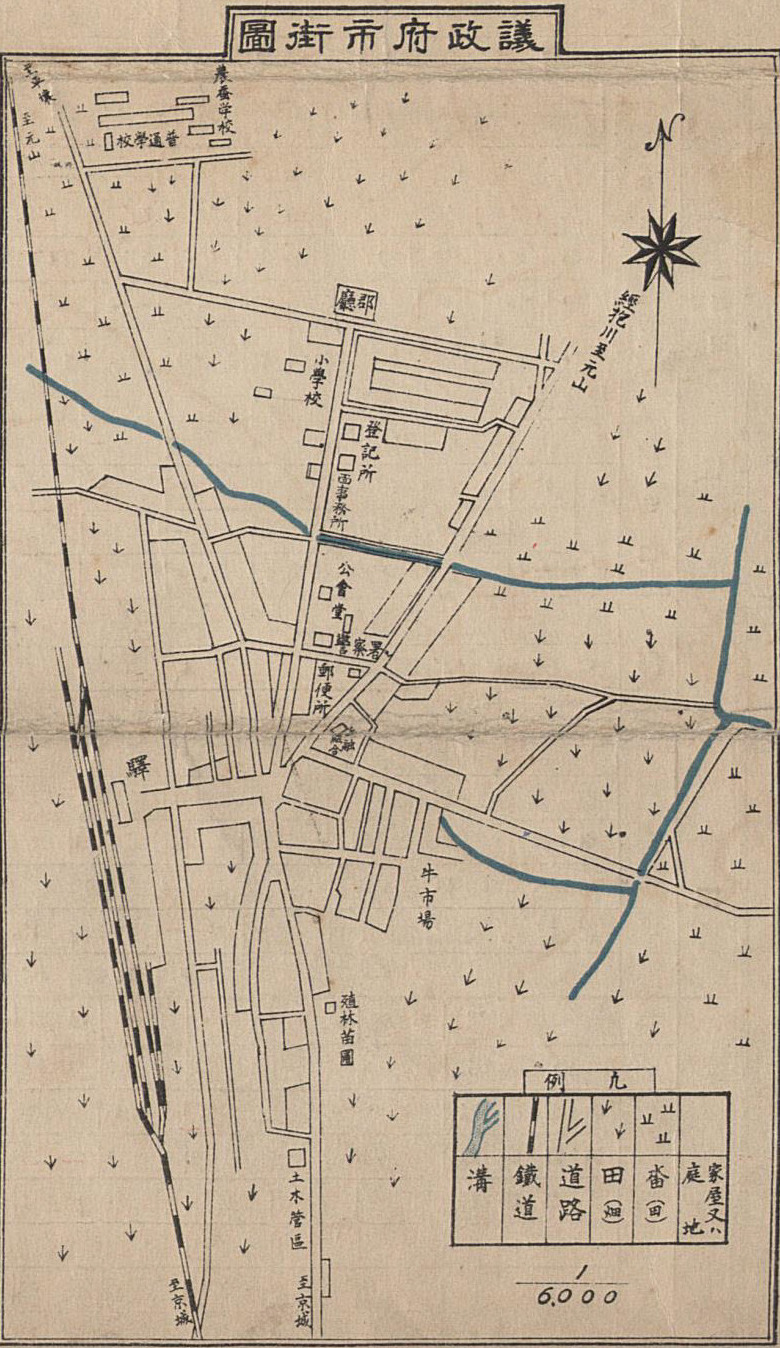
1930年の議政府市内地図

李氏朝鮮太祖李成桂（在位1392年 - 1398年）が五男李芳遠（太宗、在位1400年 - 1418年）の権力奪取に腹を立て、しばらくこの地に滞在したため、大臣たちは政治の相談をするためにしばしばこの地を訪れた。そのため議政府里と呼ばれるようになったのが、地名の起源である。日本統治時代から2000年までは、楊州郡の郡庁が置かれていた中心で、現在のソウル特別市の北東部と楊州市・南楊州市・九里市・東豆川市を占める広大な地域を管轄していた。
- 1914年4月1日 - 楊州郡柴北面・芚夜面が合併し、柴芚面を設置。
- 1938年10月1日 - 柴芚面が楊州面に改称。
- 1942年10月1日 - 楊州面が議政府邑に改称・昇格。
- 1963年1月1日 - 議政府市に昇格。
- 1980年4月1日 - 楊州郡別内面の一部を編入。

朝鮮戦争での激戦地である。

## 行政

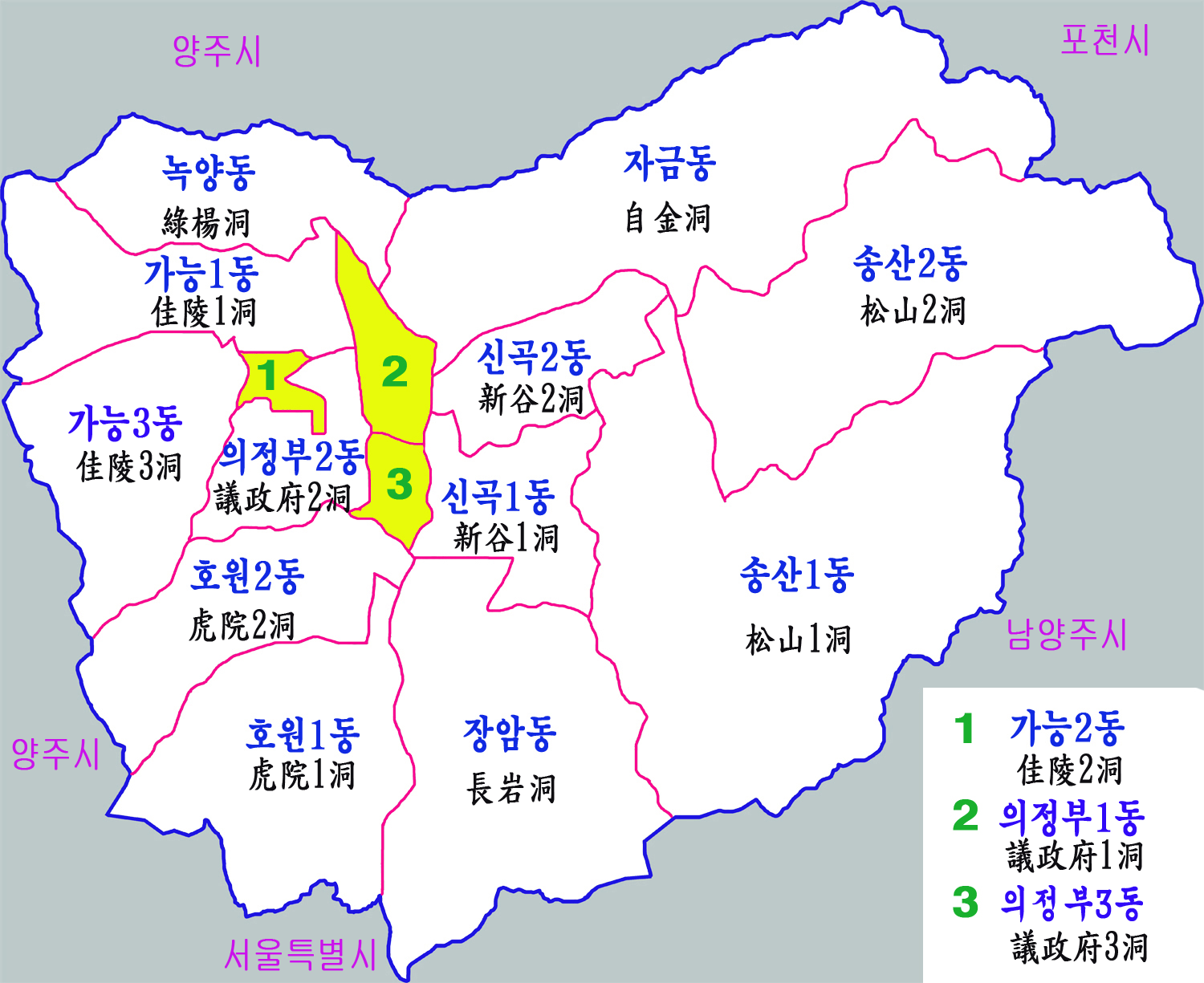
行政区域図

15洞、448統、2647班により住民が組織される。
| 行政洞    | 法定洞                 |
| --------- | ---------------------- |
| 議政府1洞 | 議政府洞、佳陵洞       |
| 議政府2洞 | 議政府洞、佳陵洞       |
| 虎院1洞   | 虎院洞                 |
| 虎院2洞   | 虎院洞                 |
| 長岩洞    | 長岩洞                 |
| 新谷1洞   | 新谷洞                 |
| 新谷2洞   | 新谷洞                 |
| 高山洞    | 高山洞、山谷洞         |
| 松山1洞   | 龍峴洞                 |
| 松山2洞   | 民楽洞                 |
| 松山3洞   | 民楽洞、洛陽洞         |
| 自金洞    | 自逸洞、金梧洞、緑楊洞 |
| 佳陵洞    | 議政府洞、佳陵洞       |
| 興宣洞    | 議政府洞、佳陵洞       |
| 緑楊洞    | 緑楊洞                 |

### 警察
- 議政府警察署

### 消防
- 議政府消防署

## 軍事
首都ソウル防衛のため在韓米軍や韓国軍の基地が集中する。市内の米軍基地は次の通り。
Camp Essayons, Camp Falling Water, Camp LaGuardia, Camp Red Cloud, Camp Sears, Camp Stanley 
このうちキャンプ・レッド・クラウドは議政府市北方の東豆川市に主力部隊が展開する米第2歩兵師団の司令部が駐在する。

## 交通

### 鉄道
- 京元線（●首都圏電鉄1号線）
  - 望月寺駅 - 回龍駅 - 議政府駅 - 佳陵駅 - 緑楊駅
- 郊外線
  - 議政府駅
- ソウル交通公社7号線
  - 長岩駅
- 議政府軽電鉄

### 高速道路
- ソウル外郭循環高速道路
  - 議政府インターチェンジ

### 国道
- 国道3号
- 国道39号線 (韓国)
- 国道43号線 (韓国)（朝鮮語版）

## 友好都市・姉妹都市
- 新潟県新発田市
- 遼寧省丹東市
- 黒竜江省ハルビン市
- バージニア州リッチモンド市
- 全羅南道谷城郡

## 著名な出身者
- 文喜相
- アン・ヨンミ（生まれは江原道原州市）
- 李元栄

## 事件
- 2015年議政府市アパート火災（朝鮮語版）

## 文化
- 議政府国際囲碁新鋭団体戦